# Ocnerioxa capeneri
Ocnerioxa capeneri es una especie de insecto del género Ocnerioxa de la familia Tephritidae del orden Diptera.

## Historia
Fue descrita científicamente por primera vez en el año 1967 por Munro.